# Orthopristis forbesi
Orthopristis forbesi är en fiskart som beskrevs av Jordan och Starks, 1897. Orthopristis forbesi ingår i släktet Orthopristis och familjen Haemulidae. IUCN kategoriserar arten globalt som otillräckligt studerad. Inga underarter finns listade i Catalogue of Life.